# Ynys Môn
Ynys Môn, latinsk Mona (engelsk: Anglesey) er en ø ud for Wales nordvestlige kyst. Med et areal på 715 km2 er det langt den største walisiske ø og den syvende største i Storbritannien. Anglesey er også den den største ø i det Irske Hav, og den næstmest befolkede efter Isle of Man. Ifølge en folketælling i 2011 havde Anglesey et indbyggertal på 69.751. To broer går over Menaistrædet og forbinde øen med hovedlandet; Menai Suspension Bridge, er tegnet af Thomas Telford i 1826, og Britannia Bridge.
Anglesey var tidligere et historisk county i Wales og blev senere en del af Gwynedd. I dag er det en del af Ynys Môn sammen med Holy Island og flere andre mindre øer. Størstedelen af Angleseys indbyggere taler walisisk og Ynys Môn, der er det walisiske navn for øen, bruges af valgkredsen og Nationalforsamlingen for området.

## Seværdigheder
- Anglesey Motor Racing Circuit
- Anglesey Sea Zoo nær Dwyran
- Bugte og strande – Benllech, Cemlyn, Red Wharf, og Rhosneigr
- Beaumaris Castle og Gaol
- Cribinau – tidevandsø med kirke fra 1200-tallet
- Elin's Tower (Twr Elin) – et af Royal Society for the Protection of Birds fuglereservater og fyrtårnet på South Stack (Ynys Lawd) nær Holyhead
- Kong Arthur's seat – nær Beaumaris
- Llanfairpwllgwyngyll, en af de længste stednavne i verden
- Malltraeth – center for fugleliv og hjem for kunstneren Charles Tunnicliffe
- Moelfre – fiskeleje
- Parys Mountain – kobbermine dateret til begyndelsen af bronzealderen
- Penmon – kloster og dueslag
- Skerries Lighthouse – nordøstlige Holyhead
- Stone Science Museum – privatejet fossilmuseum nær Pentraeth[6]
- Swtan longhouse and museum – ejet af National Trust og drevet af lokalsamfundet
- Llanddeusant vindmølle
- Ynys Llanddwyn (Llanddwyn Island) – tidevandsø
- St Cybi's Church kirke i Holyhead